# 덴분
덴분(天文, てんぶん/てんもん)은 일본의 연호(元号) 중 하나이다.
- 전후 : 교로쿠(享禄) 이후 - 고지(弘治) 이전.
- 시기 : 1532년 ~ 1554년
- 천황 : 고나라 천황
- 쇼군 : 무로마치 막부의 아시카가 요시하루, 아시카가 요시테루

## 개원(改元)
- 교로쿠 5년 7월 29일(율리우스력 1532년 8월 29일), 전란과 천재지변을 이유로, 무로마치 막부의 12대 쇼군 아시카가 요시하루의 신청에 의해 개원.
- 덴분 24년 10월 23일(율리우스력 1555년 11월 7일), 고지로 개원된다.

## 출전
- 『주역』의「仰以観於天文, 俯以察於地理」(우러러 천문을 보고, 굽어 지리를 살핀다).
- 『공안국상서주(孔安国尚書注)』의「舜察天文斉七政」.

## 덴분 시기에 일어난 일
- 원년
  - 8월 24일 : 야마시나혼간지(山科本願寺)가 화공을 당함. 교토 마치슈(京都町衆)의 홋케잇키(法華一揆)로, 종도들과 롯카쿠씨가 습격하다.
- 5년
  - 7월 27일 : 덴분 홋케의 난(天文法華の乱). 법화종과 대립하는 엔랴쿠지(延暦寺)의 승려(衆徒)들이 교토의 홋케잇키를 격파하고 21개 사원을 태운다.
- 10년
  - 6월 14일 : 다케다 하루노부(훗날 다케다 신겐)가 아버지・노부토라를 가이에서 추방한다.
- 12년
  - 8월 25일 : 포르투갈 선박이 다네가섬에 표착해, 철포가 일본에 전래된다. 1542년이란 설도 있다.
- 15년
  - 12월 20일 : 아시카가 요시테루가 무로마치 막부의 13대 쇼군에 취임한다.
- 17년
  - 12월 30일 : 나가오 가케토라(훗날 우에스기 겐신)가 형・나가오 하루카게를 대신해 가독을 물려받고 에치고 가스가야마 성에 입성.
- 18년
  - 2월 24일 : 노히메와 오다 노부나가가 혼인.
  - 7월 3일(1549년) : 프란시스코 자비에르가 탄 배가 가고시마에 도착. 7월 22일에 상륙한다.
  - 11월 27일(1549년) : 미카와의 마츠다이라 씨 영지가 이마가와 요시모토의 지배하에 놓인다. 다케치요(훗날 도쿠가와 이에야스)가 이마가와의 인질로 슨푸에 끌려간다.

## 서력과의 대조
| 덴분 | 원년   | 2년    | 3년    | 4년    | 5년    | 6년    | 7년    | 8년    | 9년    | 10년   | 11년   | 12년   | 13년   | 14년   | 15년   |
| ---- | ------ | ------ | ------ | ------ | ------ | ------ | ------ | ------ | ------ | ------ | ------ | ------ | ------ | ------ | ------ |
| 서력 | 1532년 | 1533년 | 1534년 | 1535년 | 1536년 | 1537년 | 1538년 | 1539년 | 1540년 | 1541년 | 1542년 | 1543년 | 1544년 | 1545년 | 1546년 |
| 간지 | 임진   | 계사   | 갑오   | 을미   | 병신   | 정유   | 무술   | 기해   | 경자   | 신축   | 임인   | 계묘   | 갑진   | 을사   | 병오   |
| 덴분 | 16년   | 17년   | 18년   | 19년   | 20년   | 21년   | 22년   | 23년   | 24년   |        |        |        |        |        |        |
| 서력 | 1547년 | 1548년 | 1549년 | 1550년 | 1551년 | 1552년 | 1553년 | 1554년 | 1555년 |        |        |        |        |        |        |
| 간지 | 정미   | 무신   | 기유   | 경술   | 신해   | 임자   | 계축   | 갑인   | 을묘   |        |        |        |        |        |        |

## 같이 보기
- 일본의 연호 일람

| 이전 교로쿠 | 일본의 연호 1532년 ~ 1555년 | 다음 고지 |